# Julio Ático
Julio Ático, en latín Julius Atticus, fue un escritor agrónomo o geopónico romano de la primera mitad del siglo I d. C., autor de un tratado de viticultura.
Muy poco se sabe con seguridad sobre este escritor y agrónomo romano. Columela escribe que su tratado sobre viticultura sirvió de inspiración al de Julio Grecino, del que fue además maestro; así que es anterior a este; pero no ha subsistido sino en lo que cita de él Columela.